# Antonín Strnadel
Antonín Strnadel (* 10. Mai 1910 in Trojanovice; † 31. Oktober 1975 in Prag) war ein tschechischer Maler, Graphiker und Buchillustrator.

## Leben
Strnadel war ein Neffe des Bildhauers Jan Knebl und der Bruder von Bohumír, Josef und Václav Strnadel. Er studierte zunächst von 1927 bis 1933 Malerei und Graphik bei Jaroslav Benda und Max Švabinský an der Prager Kunstschule und wirkte dann bis 1936 als Assistent von Benda an der Akademie der Bildenden Künste fort. Zwischen 1935 und 1936 betrieb er ein Atelier in Nový Hrozenkov. Anschließend war er als Kunstpädagoge tätig. 1946 wurde Strnadel als Nachfolger Bendas zum Professor an der Akademie der Bildenden Künste berufen. 1947 schuf er die Fresken im Hotel Vlčina in Frenštát pod Radhoštěm. 1970 gab er aus gesundheitlichen Gründen die Lehrtätigkeit auf. Im selben Jahre wurde Strnadel die Auszeichnung Nationalkünstler als verliehen.
1976 wurde Strnadel posthum in die Ehrenliste des Hans-Christian-Andersen-Preises für die Illustrationen zu U veselého věnce von Josef Strnadel aufgenommen. Er illustrierte über 240 Bücher, darunter insbesondere das Werk seines Bruders Josef.
In seinem Atelier in Nový Rozenkov und seinem Geburtshaus in Trojanovice erinnern Gedenkstätten an ihn.